# Campeonato Paulista de Futebol de 1937
O Campeonato da Liga Paulista de Foot-Ball de 1937 foi a 3.ª edição do campeonato organizado pela LFP, jogado pelos clubes paulistas filiados a esta liga. É reconhecido como legítima edição do Campeonato Paulista de Futebol pela FPF.
Teve como campeão a equipe do Corinthians e o Palestra Itália, atual Palmeiras, como vice.
O artilheiro também foi da equipe do Corinthians, Teleco, com 15 gols.

## Participantes
- Corinthians
- Estudantes
- Hespanha
- Juventus
- Lusitano FC
- Palestra Itália
- Portuguesa Santista
- Santos
- São Paulo
- São Paulo Railway

## História
Disputado em pontos corridos, o campeonato terminou com o campeão Corinthians um ponto à frente do vice Palestra Itália.

### Jogos do campeão Corinthians

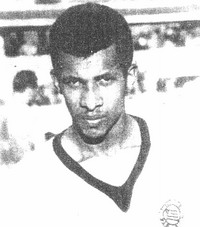
Teleco, artilheiro da competição

13/06/1937 - Lusitano FC 0x5 Corinthians
27/06/1937 - Corinthians 4 x 0 Juventus
11/07/1937 - Corinthians 3 x 1 Hespanha
18/07/1937 - Estudantes 0 x 1 Corinthians
25/07/1937 - Santos 2 x 2 Corinthians
22/08/1937 - Corinthians 6 x 2 São Paulo Railway
29/08/1937 - Corinthians 1 x 0 São Paulo
07/09/1937 - Corinthians 1 x 2 Palestra Itália
19/09/1937 - Corinthians 3 x 2 Portuguesa Santista
10/10/1937 - Portuguesa Santista 3x2 Corinthians
24/10/1937 - Corinthians 1 x 0 Santos
14/11/1937 - Palestra Itália 0 x 1 Corinthians
28/11/1937 - Juventus 0 x 0 Corinthians
05/12/1937 - Corinthians 3 x 0 Estudantes

## Classificação final
| Classificação - Final | Classificação - Final | Classificação - Final | Classificação - Final | Classificação - Final | Classificação - Final | Classificação - Final | Classificação - Final | Classificação - Final | Classificação - Final |
| Time | Time                  | PG                    | J                     | V                     | E                     | D                     | GP                    | GC                    | SG                    |
| --- | --------------------- | --------------------- | --------------------- | --------------------- | --------------------- | --------------------- | --------------------- | --------------------- | --------------------- |
| 1 | Corinthians           | 22                    | 14                    | 10                    | 2                     | 2                     | 33                    | 14                    | 19                    |
| 2 | Palestra Itália       | 21                    | 14                    | 10                    | 1                     | 3                     | 35                    | 12                    | 23                    |
| 3 | Portuguesa Santista   | 19                    | 14                    | 8                     | 3                     | 3                     | 27                    | 18                    | 9                     |
| 4 | Estudantes            | 15                    | 14                    | 7                     | 1                     | 6                     | 33                    | 22                    | 11                    |
| 5 | Santos                | 14                    | 14                    | 5                     | 4                     | 5                     | 27                    | 20                    | 7                     |
| 6 | Juventus              | 11                    | 14                    | 4                     | 3                     | 7                     | 23                    | 28                    | -5                    |
| 7 | São Paulo             | 8                     | 9                     | 4                     | 0                     | 5                     | 8                     | 11                    | -3                    |
| 8 | Hespanha              | 5                     | 9                     | 2                     | 1                     | 6                     | 16                    | 25                    | -9                    |
| 9 | São Paulo Railway     | 5                     | 9                     | 2                     | 1                     | 6                     | 11                    | 25                    | -14                   |
| 10 | Lusitano FC           | 0                     | 9                     | 0                     | 0                     | 9                     | 5                     | 43                    | -38                   |
| PG - pontos ganhos; J - jogos; V - vitórias; E - empates; D - derrotas; GP - gols pró; GC - gols contra; SG - saldo de gols |                       |                       |                       |                       |                       |                       |                       |                       |                       |

## Premiação
| Campeão Paulista de 1937 |
| ------------------------ |
| CORINTHIANS (9º título)  |